# Australian Men's Hardcourt Championships 1996 - Qualificazioni singolare
Le qualificazioni del singolare  dell'Australian Men's Hardcourt Championships 1996 sono state un torneo di tennis preliminare per accedere alla fase finale della manifestazione. I vincitori dell'ultimo turno sono entrati di diritto nel tabellone principale. In caso di ritiro di uno o più giocatori aventi diritto a questi sono subentrati i lucky loser, ossia i giocatori che hanno perso nell'ultimo turno ma che avevano una classifica più alta rispetto agli altri partecipanti che avevano comunque perso nel turno finale.
Le qualificazioni del torneo Australian Men's Hardcourt Championships 1996 prevedevano 32 partecipanti di cui 4 sono entrati nel tabellone principale.

## Teste di serie
1. Hendrik Dreekmann (secondo turno)
2. Michael Tebbutt (secondo turno)
3. Jonathan Stark (primo turno)
4. Oleg Ogorodov (secondo turno)

1. Thomas Johansson (Qualificato)
2. Tommy Ho (primo turno)
3. Patrick Baur (ultimo turno)
4. Gastón Etlis (ultimo turno)

## Qualificati
1. Jörn Renzenbrink
2. Nicolas Kiefer

1. Sébastien Lareau
2. Thomas Johansson

## Tabellone

### Legenda
| - Q = Qualificato - WC = Wild card - LL = Lucky loser | - ALT = Alternate - SE = Special Exempt - PR = Protected Ranking | - w/o = Walkover - r = Ritirato - d = Squalificato |

### Sezione 1
|  | Primo turno      | Primo turno       | Primo turno       | Primo turno | Primo turno |  |  | Secondo turno | Secondo turno     | Secondo turno     | Secondo turno | Secondo turno |   |   | Ultimo turno | Ultimo turno     | Ultimo turno | Ultimo turno | Ultimo turno |  |
|  |                  |                   |                   |             |             |  |  |               |                   |                   |               |               |   |   |              |                  |              |              |              |  |
|  | 1                | Hendrik Dreekmann | Hendrik Dreekmann | 7           | 6           |  |  |               |                   |                   |               |               |   |   |              |                  |              |              |              |  |
|  |                  | Thierry Guardiola | Thierry Guardiola | 5           | 2           |  |  | 1             | Hendrik Dreekmann | Hendrik Dreekmann | 5             | 5             |   |   |              |                  |              |              |              |  |
|  | Jörn Renzenbrink | Jörn Renzenbrink  | Jörn Renzenbrink  | 6           | 6           |  |  |               | Jörn Renzenbrink  | Jörn Renzenbrink  | 7             | 7             |   |   |              |                  |              |              |              |  |
|  | Andrew Ilie      | Andrew Ilie       | Andrew Ilie       | 4           | 3           |  |  |               |                   |                   |               |               |   |   |              | Jörn Renzenbrink | 5            | 6            | 7            |  |
|  | Daniel Courcol   | Daniel Courcol    | 5                 | 6           | 7           |  |  |               |                   | 8                 | Gastón Etlis  | 7             | 4 | 6 |              |                  |              |              |              |  |
|  | Peter Tramacchi  | Peter Tramacchi   | 7                 | 4           | 6           |  |  |               | Daniel Courcol    | Daniel Courcol    | 3             | 4             |   |   |              |                  |              |              |              |  |
|  | 8                | Gastón Etlis      | 3                 | 6           | 7           |  |  | 8             | Gastón Etlis      | Gastón Etlis      | 6             | 6             |   |   |              |                  |              |              |              |  |
|  |                  | Lars Burgsmüller  | 6                 | 2           | 6           |  |  |               |                   |                   |               |               |   |   |              |                  |              |              |              |  |

### Sezione 2
|  | Primo turno    | Primo turno     | Primo turno    | Primo turno | Primo turno |  |  | Secondo turno | Secondo turno   | Secondo turno   | Secondo turno | Secondo turno |   |   | Ultimo turno | Ultimo turno   | Ultimo turno   | Ultimo turno | Ultimo turno |  |
|  |                |                 |                |             |             |  |  |               |                 |                 |               |               |   |   |              |                |                |              |              |  |
|  | 2              | Michael Tebbutt | 6              | 1           | 7           |  |  |               |                 |                 |               |               |   |   |              |                |                |              |              |  |
|  |                | Orlin Stanojčev | 4              | 6           | 5           |  |  | 2             | Michael Tebbutt | Michael Tebbutt | 4             | 6             |   |   |              |                |                |              |              |  |
|  | Nicolas Kiefer | Nicolas Kiefer  | Nicolas Kiefer | 6           | 6           |  |  |               | Nicolas Kiefer  | Nicolas Kiefer  | 6             | 7             |   |   |              |                |                |              |              |  |
|  | Bryan Shelton  | Bryan Shelton   | Bryan Shelton  | 3           | 3           |  |  |               |                 |                 |               |               |   |   |              | Nicolas Kiefer | Nicolas Kiefer | 7            | 6            |  |
|  | Alex O'Brien   | Alex O'Brien    | Alex O'Brien   | 6           | 6           |  |  |               |                 | 7               | Patrick Baur  | Patrick Baur  | 5 | 4 |              |                |                |              |              |  |
|  | Danny Sapsford | Danny Sapsford  | Danny Sapsford | 1           | 3           |  |  |               | Alex O'Brien    | 7               | 3             | 6             |   |   |              |                |                |              |              |  |
|  | 7              | Patrick Baur    | 3              | 7           | 6           |  |  | 7             | Patrick Baur    | 5               | 6             | 7             |   |   |              |                |                |              |              |  |
|  |                | Wayne Black     | 6              | 6           | 3           |  |  |               |                 |                 |               |               |   |   |              |                |                |              |              |  |

### Sezione 3
|  | Primo turno      | Primo turno      | Primo turno      | Primo turno | Primo turno |  |  | Secondo turno    | Secondo turno    | Secondo turno | Secondo turno | Secondo turno |   |   | Ultimo turno     | Ultimo turno     | Ultimo turno     | Ultimo turno | Ultimo turno |  |
|  |                  |                  |                  |             |             |  |  |                  |                  |               |               |               |   |   |                  |                  |                  |              |              |  |
|  |                  | Lars Jonsson     | 6                | 6           | 6           |  |  |                  |                  |               |               |               |   |   |                  |                  |                  |              |              |  |
|  | 3                | Jonathan Stark   | 3                | 7           | 1           |  |  | Lars Jonsson     | Lars Jonsson     | 3             | 6             | 5             |   |   |                  |                  |                  |              |              |  |
|  | Sébastien Lareau | Sébastien Lareau | Sébastien Lareau | 6           | 7           |  |  | Sébastien Lareau | Sébastien Lareau | 6             | 2             | 7             |   |   |                  |                  |                  |              |              |  |
|  | Sandon Stolle    | Sandon Stolle    | Sandon Stolle    | 4           | 6           |  |  |                  |                  |               |               |               |   |   | Sébastien Lareau | Sébastien Lareau | Sébastien Lareau | 6            | 6            |  |
|  | Magnus Norman    | Magnus Norman    | Magnus Norman    | 7           | 6           |  |  |                  |                  | Magnus Norman | Magnus Norman | Magnus Norman | 2 | 1 |                  |                  |                  |              |              |  |
|  | Ben Ellwood      | Ben Ellwood      | Ben Ellwood      | 6           | 4           |  |  | Magnus Norman    | Magnus Norman    | Magnus Norman | 7             | 6             |   |   |                  |                  |                  |              |              |  |
|  |                  | Steve Bryan      | Steve Bryan      | 6           | 6           |  |  | Steve Bryan      | Steve Bryan      | Steve Bryan   | 5             | 3             |   |   |                  |                  |                  |              |              |  |
|  | 6                | Tommy Ho         | Tommy Ho         | 1           | 1           |  |  |                  |                  |               |               |               |   |   |                  |                  |                  |              |              |  |

### Sezione 4
|  | Primo turno       | Primo turno       | Primo turno       | Primo turno | Primo turno |  |  | Secondo turno | Secondo turno    | Secondo turno    | Secondo turno    | Secondo turno    |   |   | Ultimo turno | Ultimo turno | Ultimo turno | Ultimo turno | Ultimo turno |  |
|  |                   |                   |                   |             |             |  |  |               |                  |                  |                  |                  |   |   |              |              |              |              |              |  |
|  | 4                 | Oleg Ogorodov     | 6                 | 3           | 6           |  |  |               |                  |                  |                  |                  |   |   |              |              |              |              |              |  |
|  |                   | Andrei Pavel      | 3                 | 6           | 4           |  |  | 4             | Oleg Ogorodov    | 6                | 7                | 4                |   |   |              |              |              |              |              |  |
|  | Eyal Ran          | Eyal Ran          | Eyal Ran          | 6           | 6           |  |  |               | Eyal Ran         | 7                | 6                | 6                |   |   |              |              |              |              |              |  |
|  | Cristiano Caratti | Cristiano Caratti | Cristiano Caratti | 3           | 2           |  |  |               |                  |                  |                  |                  |   |   |              | Eyal Ran     | Eyal Ran     | 4            | 2            |  |
|  | Paul Kilderry     | Paul Kilderry     | Paul Kilderry     | 6           | 7           |  |  |               |                  | 5                | Thomas Johansson | Thomas Johansson | 6 | 6 |              |              |              |              |              |  |
|  | Grant Doyle       | Grant Doyle       | Grant Doyle       | 3           | 6           |  |  |               | Paul Kilderry    | Paul Kilderry    | 2                | 4                |   |   |              |              |              |              |              |  |
|  | 5                 | Thomas Johansson  | 5                 | 6           | 6           |  |  | 5             | Thomas Johansson | Thomas Johansson | 6                | 6                |   |   |              |              |              |              |              |  |
|  |                   | Diego Nargiso     | 7                 | 2           | 4           |  |  |               |                  |                  |                  |                  |   |   |              |              |              |              |              |  |